# Thomas Montgomery Bell

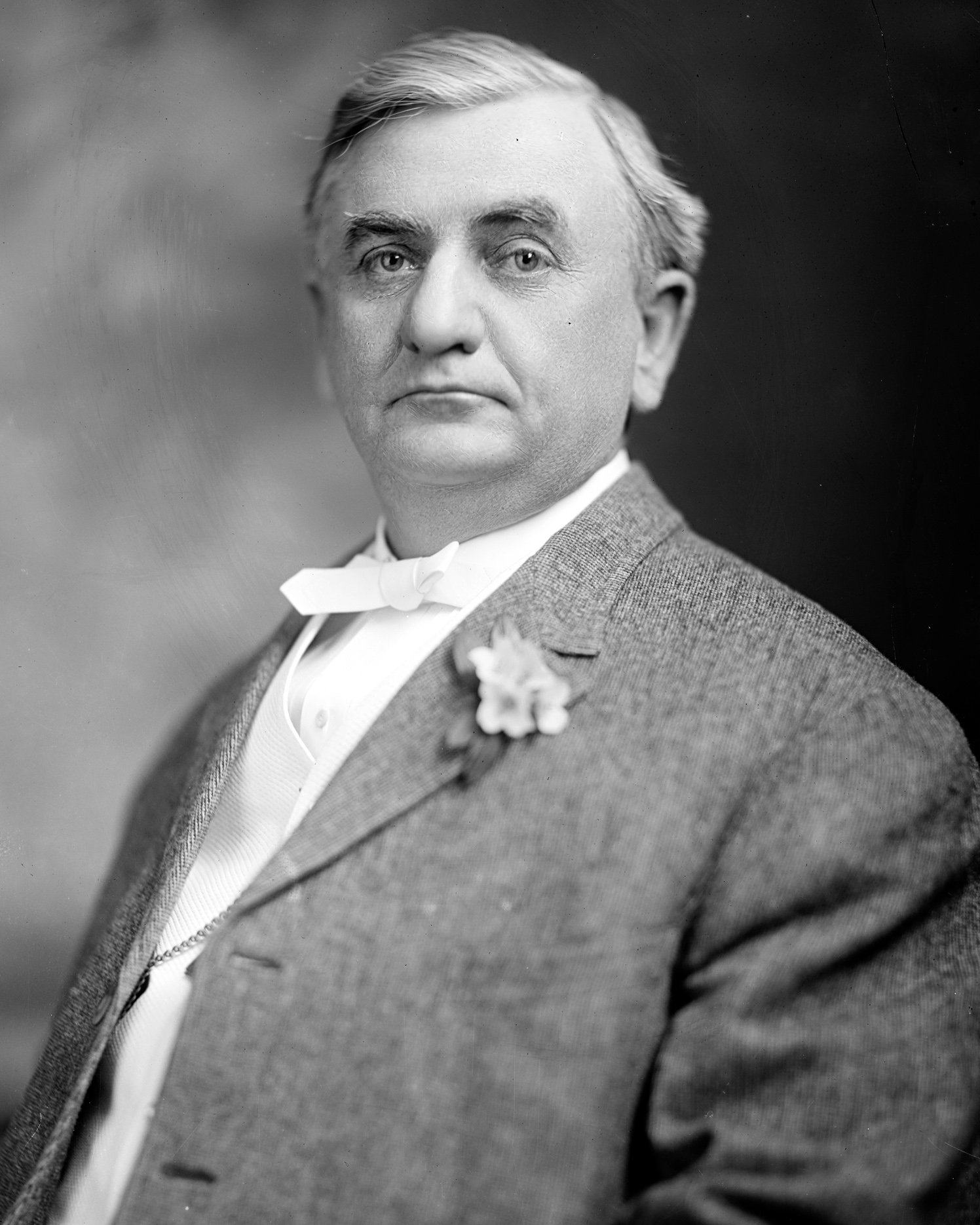
Thomas Montgomery Bell

Thomas Montgomery Bell (* 17. März 1861 bei Cleveland, White County, Georgia; † 18. März 1941 in Gainesville, Georgia) war ein US-amerikanischer Politiker. Zwischen 1905 und 1931 vertrat er den Bundesstaat Georgia im US-Repräsentantenhaus.

## Werdegang
Thomas Bell besuchte sowohl die öffentlichen Schulen seiner Heimat als auch eine Privatschule in Gainesville. Danach studierte er an der Moore’s Business University in Atlanta. Von 1878 bis 1879 war er in den Schulen von Cleveland als Lehrer tätig, ehe er im folgenden Jahr eine Laufbahn als fahrender Händler begann. Dabei vertrat er Firmen in Atlanta und Baltimore (Maryland). Im Jahr 1885 zog er nach Gainesville, wo er der gleichen Tätigkeit nachging. Von 1898 bis 1904 war Bell Verwaltungsangestellter am Superior Court im Hall County.
Politisch war Bell Mitglied der Demokratischen Partei. Bei den Kongresswahlen des Jahres 1904 wurde er im neunten Wahlbezirk von Georgia in das US-Repräsentantenhaus in Washington, D.C. gewählt, wo er am 4. März 1905 die Nachfolge von Farish Carter Tate antrat. Nach zwölf Wiederwahlen konnte er bis zum 3. März 1931 insgesamt 13 Legislaturperioden im Kongress absolvieren. Zwischen 1913 und 1915 war er dort Demokratischer Mehrheitsführer. In seine Zeit als Kongressabgeordneter fiel unter anderem der Erste Weltkrieg. Außerdem wurden in jenen Jahren der 16., der 17., der 18. und der 19. Verfassungszusatz verabschiedet. Seit 1929 wurde auch die Arbeit des Kongresses von den Folgen der Weltwirtschaftskrise bestimmt.
1930 wurde Thomas Bell von seiner Partei nicht mehr zur Wiederwahl nominiert. In den folgenden Jahren arbeitete er als Vertreter einer Marmorfirma. Er starb am 18. März 1941 in Gainesville.